# Puerto y mercado de frutos
El Puerto de frutos es un pequeño embarcadero a orillas del Río Luján en la localidad de Tigre (Buenos Aires), junto al cual se ubica el mercado de frutos. Deben sus nombres a que hasta mediados del siglo XX desembarcaba allí la producción frutal del Delta del Paraná, que luego era comercializada en la ciudad de Buenos Aires.

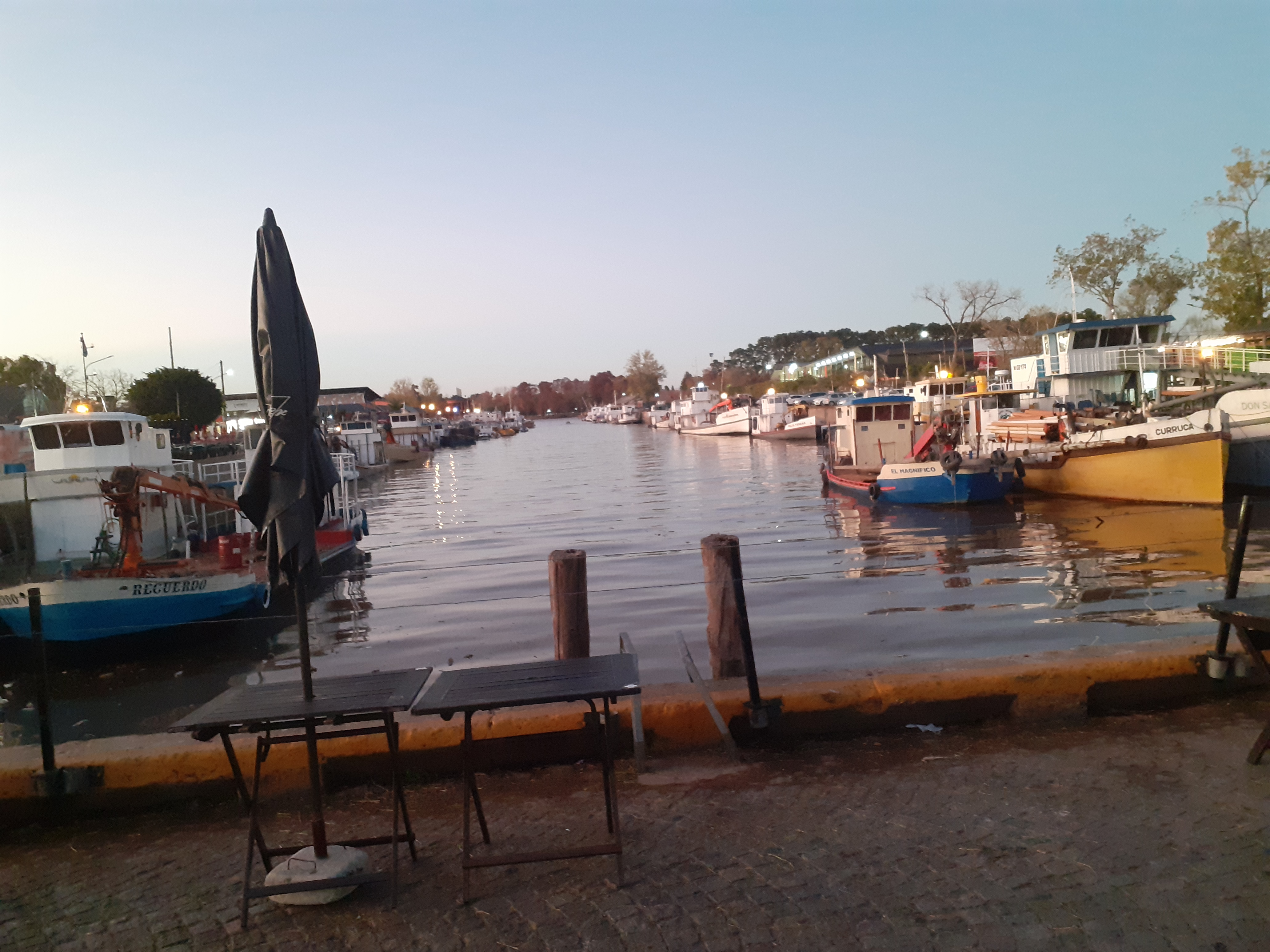
Atardecer en Puerto de Frutos.

## Comercio
La producción frutal del Delta ha decaído, y actualmente los únicos productos de las islas que se comercializan en este mercado son las artesanías de mimbre y junco, muebles de pino y algarrobo, miel de abeja y las embarcaciones que salen a la isla a vender mercadería. El mercado ofrece, además, una gran variedad de artesanías y productos alimenticios. Todavía existe un comercio de alimentos llevado a cabo por lanchas almacén.

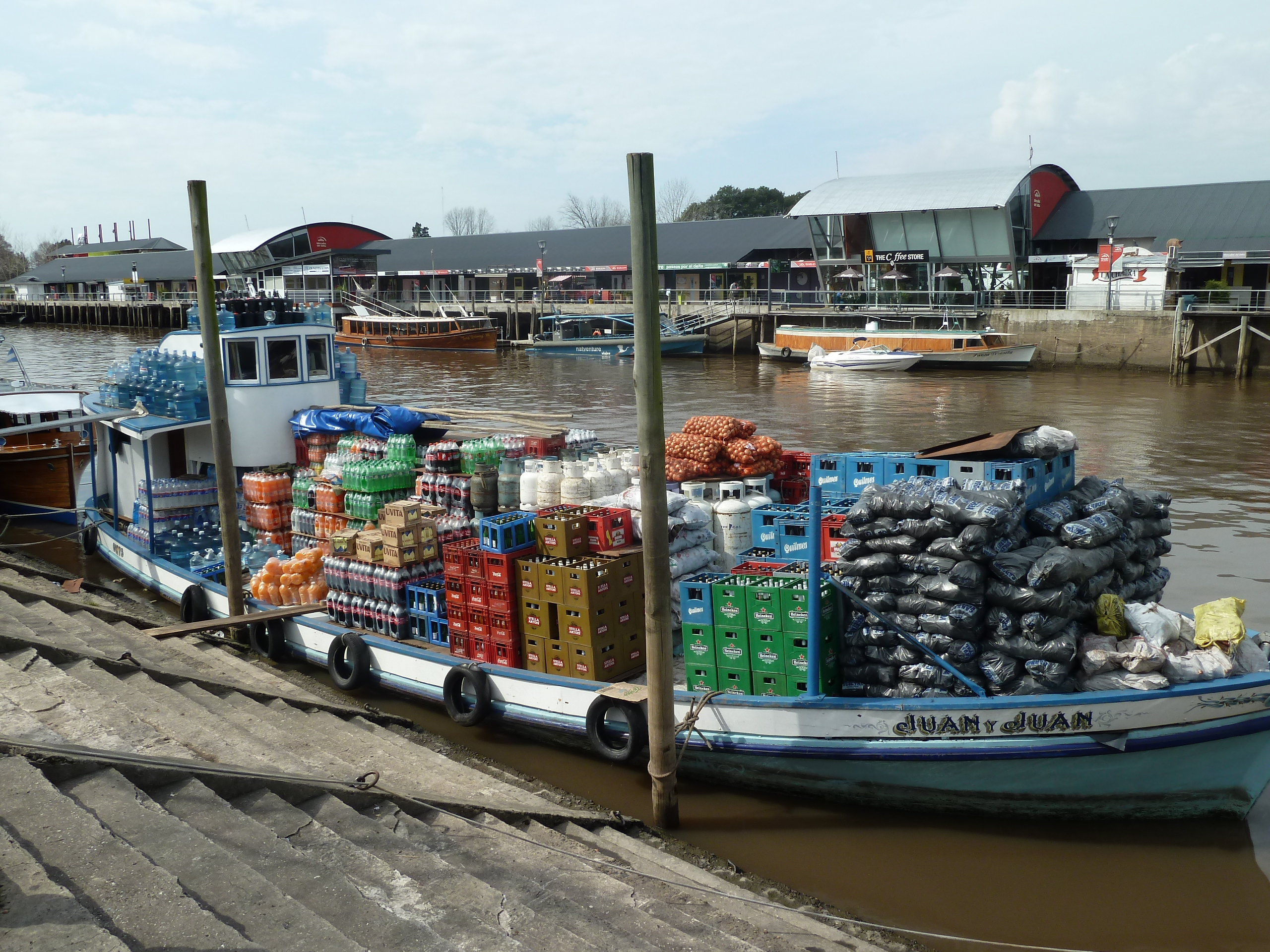
Lancha Almacén. Estas embarcaciones realizan un importante servicio de abastecimiento a las islas del Delta del Paraná.

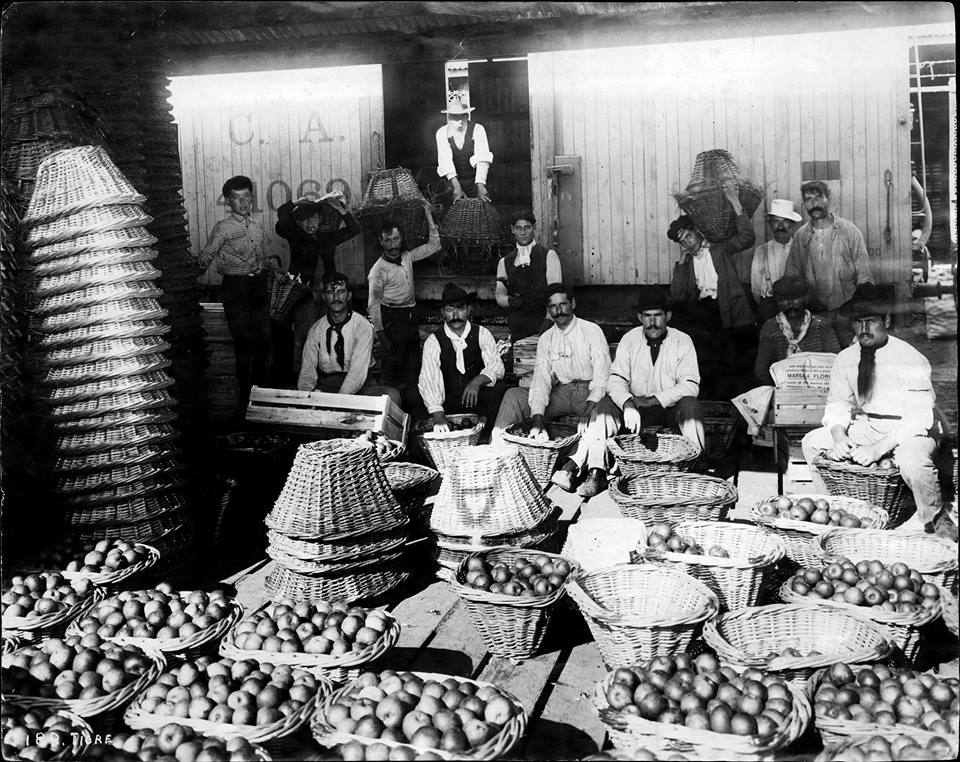
El mercado en 1902.

## Historia
Si bien el Puerto de Frutos ya era conocido hace muchos años, con la construcción del Tren de la Costa y el Parque de la Costa y el Casino de Tigre, la zona se revalorizó mucho, pasando de ser una zona marginal a volver a tener resplandor. Con los años se multiplicaron los puestos de venta convirtiéndose algunos en venta de todo tipo de accesorios para el hogar, se multiplicaron también los visitantes del Puerto y mercado de frutos.
Algunos eventos importantes:
- 1938: Comienza a funcionar en su actual ubicación el mercado de frutos del puerto de tigre
- 1983: El 9 de julio la municipalidad inaugura los locales de la feria artesanal del puerto de frutos